# Clement Calhoun Young

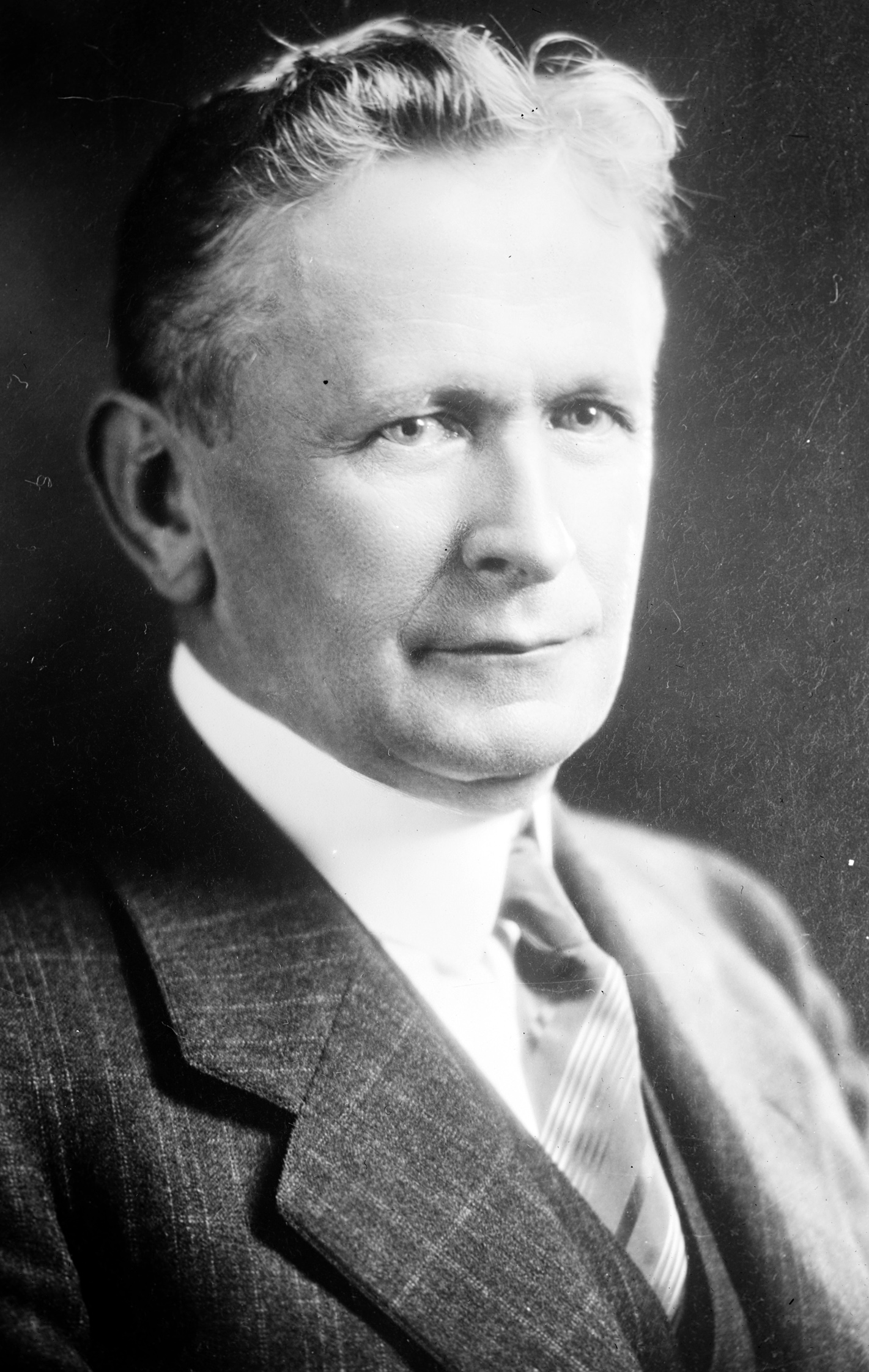
C. C. Young

Clement Calhoun Young (Lisbon, 28 april 1869 – Berkeley, 24 december 1947), vaak C. C. Young genoemd, was een Amerikaans onderwijzer en politicus, eerst van de Progressieve Partij en daarna namens de Republikeinse Partij.
Geboren in New Hampshire, was Young op vroege leeftijd naar Californië getrokken. Hij studeerde af aan de Universiteit van Californië - Berkeley en ging aan de slag als onderwijzer. In 1906 werd hij politiek actief. Young werd vijf keer verkozen tot het California State Assembly, waar hij van 1909 tot 1919 diende. Van 1919 tot 1927 was hij luitenant-gouverneur van Californië. Op 2 november 1926 won Young de gouverneursverkiezingen overtuigend. Als gouverneur zorgde hij voor de totstandkoming van het staatsparkensysteem en de California Highway Patrol. Samen met president Herbert Hoover liet hij de mogelijkheid voor de bouw van een brug van San Francisco naar de Easy Bay bestuderen; dat werd de Bay Bridge, voltooid in 1936.
C. C. Young bleef – als een van de laatste kopstukken van de progressieve beweging – aan tot 1931. Deels door de Grote Depressie en door het tanende succes van de Progressieven, geraakte Young in 1930 niet herverkozen en ook in 1934 lukte het niet. Young overleed in 1947.
Burnett · McDougall · Bigler · N. Johnson · Weller · Latham · Downey · Stanford · Low · Haight · Booth · Pacheco · Irwin · Perkins · Stoneman · Bartlett · Waterman · Markham · Budd · Gage · Pardee · Gillett · H. Johnson · Stephens · Richardson · Young · Rolph · Merriam · Olson · Warren · Knight · P. Brown · Reagan · J. Brown · Deukmejian · Wilson · Davis · Schwarzenegger · J. Brown · Newsom
- Gemeinsame Normdatei: 1146983441
- International Standard Name Identifier: 0000 0005 0127 3681
- Library of Congress Control Number: no2020023955
- Virtual International Authority File: 238151246512344130569